# Định lý Kosnita

X(54) là điểm Kosnita của tam giác ABC trong từ điển Kimberling

Trong hình học Euclid, định lý Kosnita (tiếng Anh: Kosnita's theorem) là định lý nói về sự đồng quy của các đường tròn với một tam giác thường. 
Cho tam giác {\displaystyle ABC}, {\displaystyle O} là tâm đường tròn ngoại tiếp và {\displaystyle O_{a},O_{b},O_{c}} lần lượt là tâm các đường tròn ngoại tiếp các tam giác {\displaystyle OBC}, {\displaystyle OCA}, và {\displaystyle OAB}. Định lý Kosnita khẳng định rằng các đường thẳng {\displaystyle AO_{a}}, {\displaystyle BO_{b}}, và {\displaystyle CO_{c}} đồng quy.
Điểm đồng quy trên được biết đến với tên điểm Kosnita (đã được Rigby đặt tên cho điểm này vào năm 1997). Nó là điểm đẳng giác của tâm đường tròn Euler. Trong bách khoa toàn thư về các tâm của tam giác điểm Kosnita được đánh số {\displaystyle X(54)}. Định lý Kosnita là một trường hợp đặc biệt của định lý Đào về sáu tâm đường tròn.